# Alison Tetrick
Alison Tetrick (Solvang (Californië), 4 april 1985) is een Amerikaanse voormalig wielrenster. 

## Loopbaan
Tetrick komt uit een sportieve familie. Haar grootvader Paul Tetrick is meervoudig nationaal kampioen tijdrijden en haar vader speelde American football bij UCLA (University of California and Los Angeles) en reed mountainbike. Zelf speelde ze tennis en na haar eindexamen deed ze aan triatlon. Ze begon pas in 2008 met wielrennen na een talentenkamp.
In 2009 en 2010 reed zij bij Team Tibco. Vanaf 2012 won ze drie keer achter elkaar zilver in de tijdrit Chrono des Nations. In 2014 won ze brons met haar ploeg Astana BePink tijdens het WK ploegentijdrit. In 2015 won ze een etappe na een solo in zowel de Tour de San Luis als in de BeNe Ladies Tour (met start en finish in Zelzate).
In 2016 en 2017 reed ze bij Cylance Pro Cycling. In 2017 won ze de Dirty Kanza gravelwedstrijd

## Belangrijkste overwinningen
2012
- 2e in Chrono des Nations

2013
- 2e in Chrono des Nations

2014
- 2e in Chrono des Nations
- WK Ploegentijdrit (met Astana BePink)

2015
- 6e etappe Tour de San Luis
- 3e etappe BeNe Ladies Tour